# Veljko Bulajić
Veljko Bulajić (ur. 22 marca 1928 w Nikšiciu, zm. 2 kwietnia 2024 w Zagrzebiu) – jugosłowiański reżyser filmowy pochodzenia czarnogórskiego, który przez większość życia mieszkał i tworzył w Chorwacji.

## Życiorys
Studiował w Centro sperimentale di cinematografia w Rzymie. Był asystentem Luigi Zampy, Federico Felliniego i Vittoria de Siki. 
W 1959 debiutował neorealistycznym filmem Bez rozkładu jazdy (1959). Późniejsze jego filmy opowiadały głównie o wojnie i walkach partyzanckich: Wojna (1960), Kozara (1963), Bitwa nad Neretwą (1969). W 1966 nakręcił eksperymentalny film Spojrzenie w słońce. Wyreżyserował również dramaty historyczne Zamach w Sarajewie (1975) i Człowiek do zabicia (1979), a także film dokumentalny Skopje 63 (1963), za który otrzymał nagrodę na 25. MFF w Wenecji.
Zasiadał w jury konkursu głównego na 21. (1968), 22. (1969) oraz na 33. MFF w Cannes (1980).